# Piney Point Village
Piney Point Village város az USA Texas államában, Harris megyében. Lakosainak száma 3128 fő (2020. április 1.).

## Népesség
A település népességének változása:

| 2010 | 3 125 |
| 2020 | 3 128 |